# ستانيسلاف كوزما
ستانيسلاف كوزما (بالسلوفينية: Stanislav Kuzma)‏ هو لاعب كرة قدم سلوفيني في مركز حراسة المرمى، ولد في 16 سبتمبر 1976 في سلوفينيا. لعب مع أولمبياكوس نيقوسيا ونادي ماريبور.

## وصلات خارجية
- ستانيسلاف كوزما على موقع قاعدة بيانات كرة القدم.إي يو (الإنجليزية)
- ستانيسلاف كوزما على موقع Soccerway.com (الإنجليزية)
- ستانيسلاف كوزما على موقع عالم كرة القدم.نت (الإنجليزية)